# Pośrednia Bednarzowa Turnia
Pośrednia Bednarzowa Turnia (niem. Vorderer Bednarz-Turm, słow. Prostredná Bednárova veža, węg. Középső-Bednarz-torony) – turnia w Grani Hrubego w słowackiej części Tatr Wysokich. Od Bednarzowej Kopki oddzielona jest siodłem Zadniej Bednarzowej Ławki, a od Skrajnej Bednarzowej Turni oddziela ją Pośrednia Bednarzowa Ławka. Na południowo-zachodnią stronę opada ściankami o wysokości kilkunastu metrów, poniżej nich piarżysto-trawiasty stok opada do dna Niewcyrki. Od strony Doliny Hlińskiej z turni opada ściana o wysokości około 350 m, mająca podstawę w żlebie opadającym do Bednarzowej Zatoki. Jej dolna część jest pionowa, a powyżej niej znajduje się obryw z filara Skrajnej Bednarzowej Turni o czerwonawej barwie skał. Górną część ściany tworzą wielkie płyty. Ściana ta do czasu napisania przez Władysława Cywińskiego przewodnika wspinaczkowego była dziewicza – bez dróg wspinaczkowych. Tylko fragmentem jej górnej, względnie łatwej części prowadzi jedna z dróg wspinaczkowych.  
Pośrednia Bednarzowa Turnia jest środkową z czterech Bednarzowych Turni – pozostałymi są Zadnia Bednarzowa Turnia, Skrajna Bednarzowa Turnia i Bednarzowa Kopka. Nazwy trzech Bednarzowych Turni utworzył Witold Henryk Paryski w 1956 r., Władysław Cywiński w 2008 r. dołożył Bednarzową Kopkę. Ich nazwy upamiętniają Wojciecha Bednarza – przewodnika zasłużonego dla poznania masywu Hrubego Wierchu, który razem z Ksawerym Gnoińskim dokonał pierwszego wejścia na Pośrednią Bednarzową Turnię – miało to miejsce w 1889 roku. Dotarli oni tutaj od strony południowo-zachodniej, z  Niewcyrki. Jest to łatwe przejście (0+ w skali tatrzańskiej), ale obecnie Niewcyrka jest obszarem ochrony ścisłej TANAP-u z zakazem wstępu.

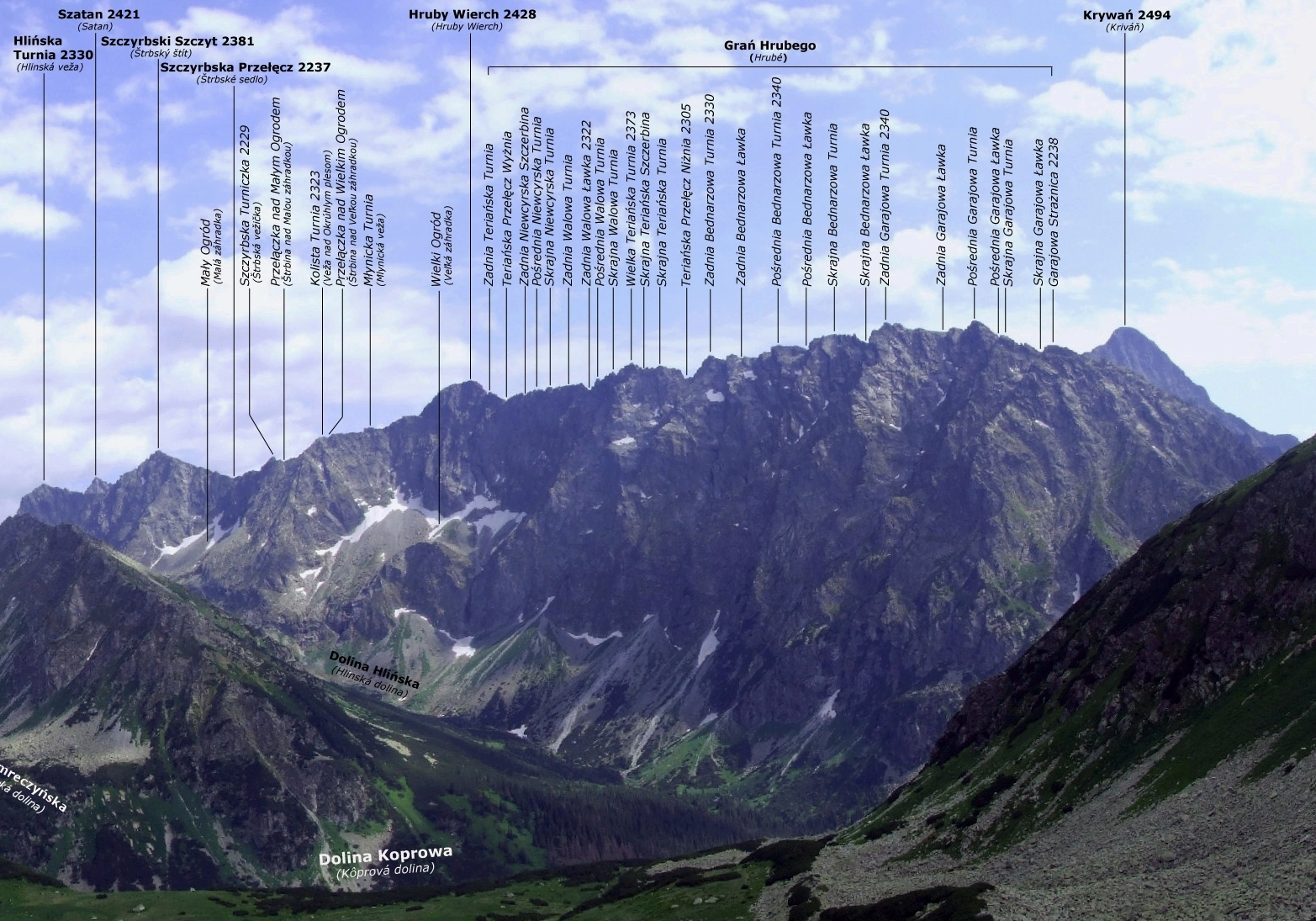
Widok z Zaworów
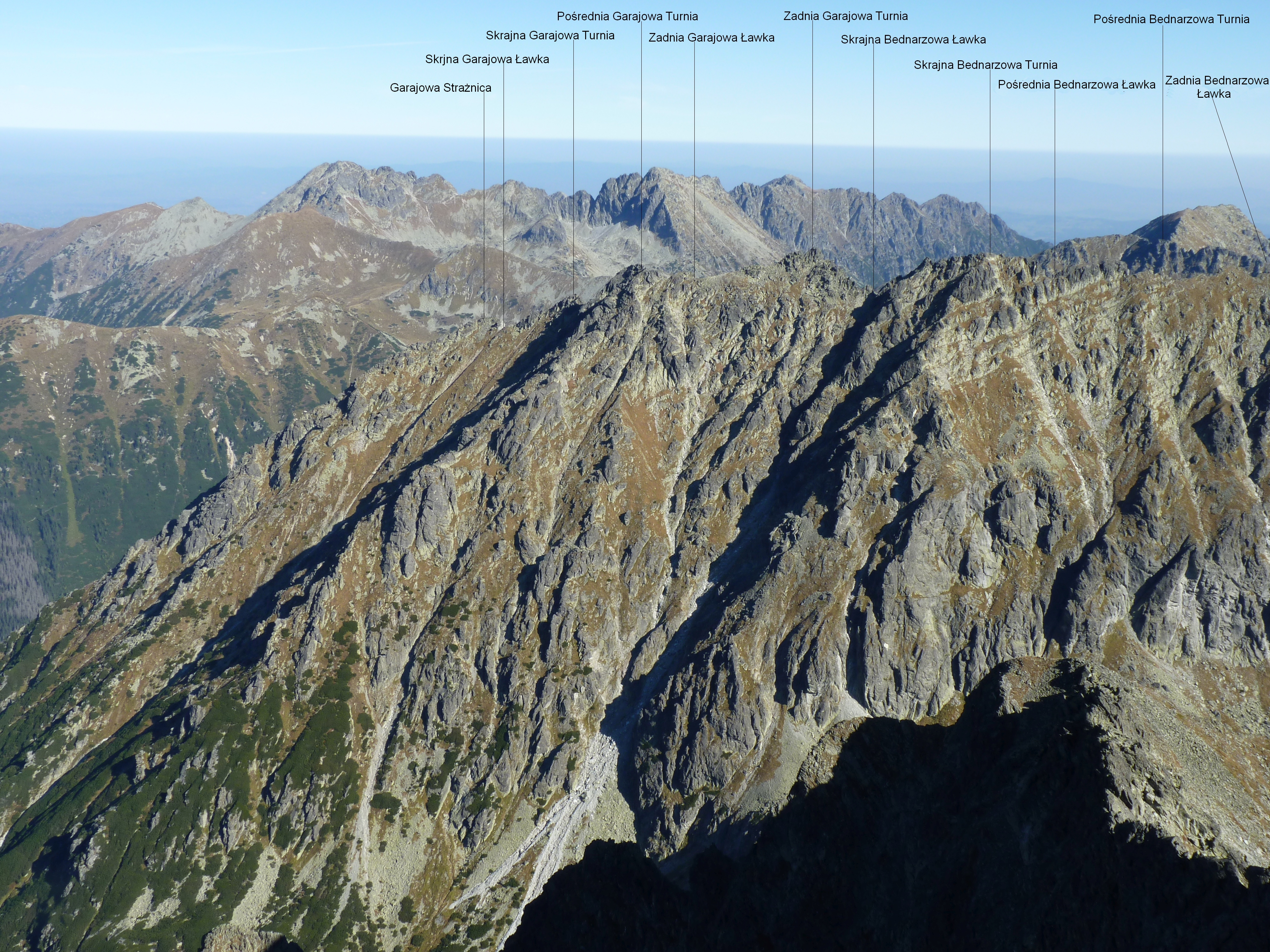
Widok z Krywania